# 普魯扎內
普魯扎內（羅馬化：Pružany，發音：[pruˈʐanɨ]）是白俄羅斯的城鎮，由布列斯特州負責管轄，位於首府布列斯特東北89公里的穆哈韋茨河畔，始建於1487年，南部是工業區，2009年人口19,032。